# Hanns Zischler
Hanns Zischler (* 18. června 1947, Norimberk) je německý filmový a televizní herec. Nejvíce se proslavil ve filmu Mnichov. Podle internetové filmové databáze se objevil ve 171 filmech. Svou filmovou kariéru započal v roce 1968.

## Filmografie (výběr)
- Evropa, Evropa
- Tak daleko, tak blízko!
- Amen.
- Walk on Water
- Den po zítřku
- Mnichov